# 刚毛溲疏
刚毛溲疏（学名：Deutzia setosa）为虎耳草科溲疏属下的一个种。

## 扩展阅读
- 維基物種上的相關：刚毛溲疏